# 极小谷精草
极小谷精草（学名：Eriocaulon minusculum）为谷精草科谷精草属下的一个种。

## 扩展阅读
- 維基物種上的相關：极小谷精草